# 罗克布兰
罗克布兰（法語：Roquebrun，法語發音：[ʁɔkbʁœ̃]）是法国埃罗省的一个市镇，属于贝济耶区。

## 地理
罗克布兰（43°30'2"N, 3°1'50"E）面积39.64 平方千米，位于法国奧克西塔尼大區埃罗省，该省份为法国南部沿海省份，南濒地中海，西南接奥德省，西北接塔恩省和阿韦龙省，东北与加尔省接壤。
与罗克布兰接壤的市镇（或旧市镇、城区）包括：贝尔卢、科斯和韦朗、奥尔布河畔塞斯农、奥拉尔格、圣纳泽尔德拉达雷、维约桑。

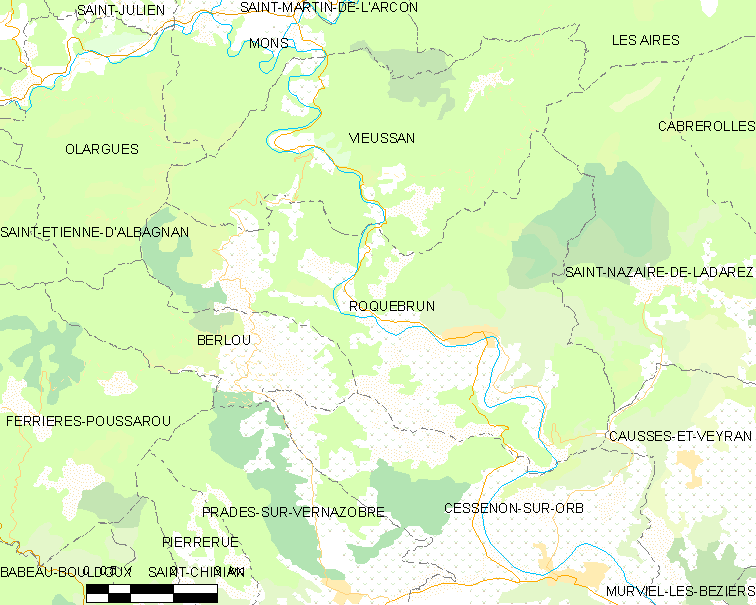
罗克布兰的OSM定位图

罗克布兰的时区为UTC+01:00、UTC+02:00（夏令时）。

## 行政
罗克布兰的邮政编码为34460，INSEE市镇编码为34232。

## 政治
罗克布兰所属的省级选区为圣庞斯德托米耶尔县。

## 人口

1962-2008年间罗克布兰人口变化图示

罗克布兰于2022年1月1日时的人口数量为603人。